# Distrito electoral de La Vista
La Vista (en inglés: La Vista Precinct) es un distrito electoral ubicado en el condado de Sarpy en el estado estadounidense de Nebraska. En el Censo de 2010 tenía una población de 15758 habitantes y una densidad poblacional de 1.420,88 personas por km².

## Geografía
La Vista se encuentra ubicado en las coordenadas 41°10′52″N 96°3′40″O / 41.18111, -96.06111. Según la Oficina del Censo de los Estados Unidos, La Vista tiene una superficie total de 11.09 km², de la cual 11.09 km² corresponden a tierra firme y (0.05%) 0.01 km² es agua.

## Demografía
Según el censo de 2010, había 15758 personas residiendo en La Vista. La densidad de población era de 1.420,88 hab./km². De los 15758 habitantes, La Vista estaba compuesto por el 86.93% blancos, el 3.92% eran afroamericanos, el 0.44% eran amerindios, el 3.25% eran asiáticos, el 0.06% eran isleños del Pacífico, el 2.56% eran de otras razas y el 2.84% pertenecían a dos o más razas. Del total de la población el 6.51% eran hispanos o latinos de cualquier raza.